# Supercoppa del Portogallo 2017 (hockey su pista)
La Supercoppa del Portogallo 2017 è stata la 35ª edizione dell'omonima competizione portoghese di hockey su pista. Il torneo ha avuto luogo il 14 ottobre 2017. 
A conquistare il trofeo è stato il Porto al ventunesimo successo nella sua storia.

## Squadre partecipanti
| Club           | Qualificazione                                          | Partecipazioni precedenti (il grassetto indica la vittoria)                                                                                          |
| -------------- | ------------------------------------------------------- | --- |
| Porto          | Detentore della 1ª Divisão e della Coppa del Portogallo | 1983, 1984, 1985, 1986, 1987, 1988, 1989, 1990, 1991, 1996, 1998, 1999, 2000, 2002, 2003, 2004, 2005, 2006, 2007, 2008, 2009, 2010, 2011, 2013, 2016 |
| Sporting Tomar | Finalista della Coppa del Portogallo                    | Esordiente |

## Risultati
| Squadra 1 | Risultato | Squadra 2      |
| --------- | --------- | -------------- |
| Porto     | 7 - 3     | Sporting Tomar |

| Tomar 14 ottobre 2017 | Porto | 7 – 3 | Sporting Tomar |  |